# Elia Liut
Elia Antonio Liut (Fiume Veneto, 6 de marzo de 1894-Quito, 12 de mayo de 1952) fue un aviador italiano quien fue el primero en volar a través de los Andes ecuatorianos, donde  es considerado héroe nacional.

## Biografía
Sus padres fueron Felice  Liut y Teresa Giust;  siendo el segundo de ocho hijos. A la edad de diez años, Liut se muda a Argentina  con su padre y su hermano menor; permanece en la nación sudamericana por ocho años antes de regresar a Italia.
Liut tenía 20 años cuando la Primera Guerra Mundial estalló en Europa en 1914. Se une al ejército, y después de una formación básica, pide unirse a la fuerza aérea. Consigue su licencia de piloto en 1915 y participa en misiones aéreas.
Liut es conocido por ser el primero en cruzar los Andes por aire.
Después de asentarse en Ecuador se casa con Carmela Angulo, de Quito.

## Primer vuelo transandino
El traslado de Liut a Ecuador empezó cuando el cónsul de este país en Roma, Miguel Valverde Letamendi, lo invita para ayudar a desarrollar su programa de aviación. Al mismo tiempo, los dueños del diario ecuatoriano "El Telégrafo", Bettino Berrini y José Abel Castillo, buscaban una manera de promocionar su periódico. Cuándo Berrini supo que Liut fue invitado a Ecuador, lo  contacta a través de Adolfo Bossio, amigo de Liut, Berrini adquiere el Hanriot HD 1 y contrata a Liut  y se hace cargo de los costes asociados con la operación de la aeronave.
En julio de 1920, Elia Liut llega a Guayaquil acompañado por dos mecánicos, Giovanni Fedeli y Giovanni Ancilloto El avión  que trajeron con ellos, el Macchi-Hanriot HD 1, tenía el nombre “Telégrafo I” pintado en él. Hicieron una prueba de vuelo con el avión en Guayaquil exitosamente, lo cual se volvió una noticia nacional. Fue entonces que la Junta pro Celebración del Centenario de la Independencia de Cuenca le pide a Liut efectuar una exhibición de vuelo en dicha ciudad para  celebrar dicho acontecimiento.
La Junta del Centenario empezó a  pensar en maneras de transportar el avión de la ciudad costera de Guayaquil a la ciudad montañosa de Cuenca. El plan original era desmantelar el avión y transportarlo de Guayaquil a Huigra vía ferrocarril, y de allí a Cuenca por fuerza humana. Liut pensó que la idea era terrible y le expresó a la Junta que la mejor manera de llevar el avión de Guayaquil a Cuenca era volando.
Una vez que Berrini y Castillo dio su permiso para el vuelo, la fecha se fijó para ese 3 de  noviembre, en el 100.º aniversario de independencia de Cuenca. Entonces definieron qué curso tomar, e informaron a los periodistas qué ruta  tomarían de modo que cada ciudad  que sobrevolaran sabría cuándo podían avistar el avión, y también allanaron una porción de tierra con el objeto de que el avión pueda aterrizar cuando  llegue a su destino. Pero el día del vuelo las malas condiciones climáticas impidieron que el avión despegara, y el vuelo se reprogramó para el día siguiente.
Así es como el Telégrafo  I voló desde Guayaquil el 4 de noviembre de 1920, a las 9 y 55 a. m. el Hanriot despega, y arribó a las 11:21 AM a Cuenca. El avión fue recibido en Cuenca por miles de residentes que habían venido para mirar el avión aterrizar,  agitando sus pañuelos y sombreros.
Elia Liut fue entonces llevado por la multitud al centro de ciudad, donde fue aclamado y reconocido como el "Conquistador de los Andes", y también proclamado “Cóndor andino”. Según sus propias palabras  este fue "el más precioso y honorario título que he recibido en mi vida".